# Ernes Sarychalil
Ernes Sarychalil (ukrainisch Ернес Сарихаліл; * 11. April 1983 in Andijon, Usbekistan) ist ein ukrainischer Regisseur krimtatarischer Herkunft.

## Leben
Die Familie Sarychalils siedelte von Usbekistan auf die Krim über, als er sechs Jahre alt war. Im Jahr 2007 schloss er sein Ingenieurstudium an der Nationalen Technischen Universität Sewastopol und 2018 sein Studium an der Nationalen Universität für Theater, Film und Fernsehen IK Karpenko-Kary in Kiew mit einem Abschluss als Regisseur ab. Von 2007 bis 2010 arbeitete Sarychalil als Kameramann und Redakteur beim Fernsehsender ATR.
Seine Zwillingsschwester Elwira Sarychalil ist eine Sängerin.

## Filmografie (Auswahl)
- 2023 –  Imtian
- 2022 – Die Rückkehr des Windes[3]
- 2018 – Kegelbahn[4]
- 2018 – The nails[5]
- 2016 – Mustafa[6][7]

## Teilnahme an Filmfestivals
Mit The nails
- 28. Filmfestival Cottbus[8] (Deutschland)
- International Istanbul Film Festival (Türkei)
- Golden Knight Malta International Film Festival (Malta)
- Westminster Film Festival (Vereinigtes Königreich)
- Molodist International Film Festival, 2018 (Ukraine)

Mit Mustafa
- Molodist International Film Festival” (Ukraine)
- “Bir Duño” International Festival (Kirgisistan)
- International Documentary Film Festival “Artdocfest”